# Simaetha deelemanae
Simaetha deelemanae är en spindelart som beskrevs av Zhang J., Song D., Li D. 2003. Simaetha deelemanae ingår i släktet Simaetha och familjen hoppspindlar. Inga underarter finns listade i Catalogue of Life.